# Bénesse-lès-Dax
Bénesse-lès-Dax è un comune francese di 523 abitanti situato nel dipartimento delle Landes nella regione della Nuova Aquitania.

## Società

### Evoluzione demografica
Abitanti censiti